# Gabriel Gustav Valentin

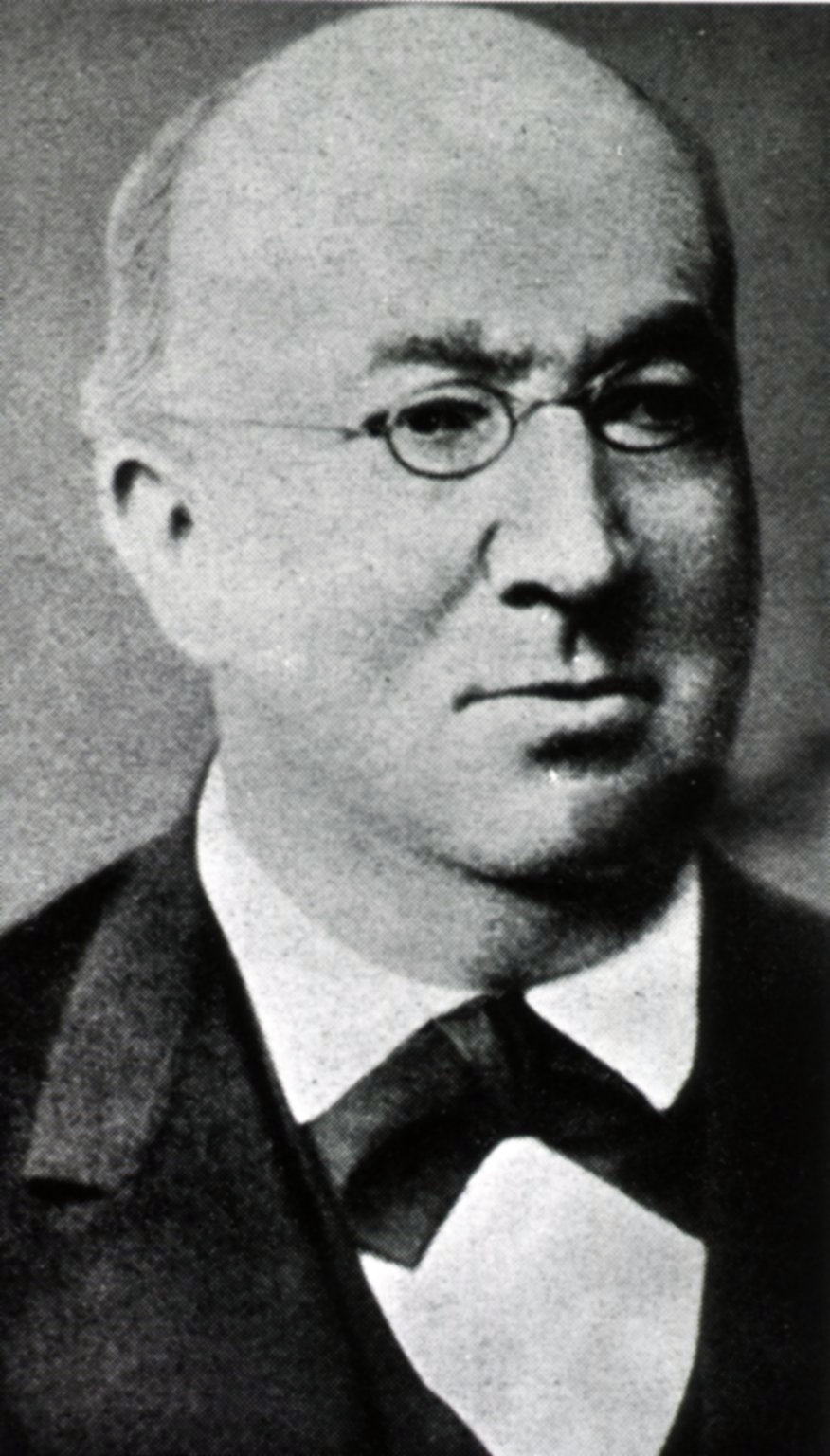
Gabriel Gustav Valentin

Gabriel Gustav Valentin, född 8 juli 1810 i Breslau i Preussen, död 24 maj 1883 i Bern, var en tysk fysiolog.
Valentin studerade i Breslau under Jan Evangelista Purkyněs ledning och blev 1832 medicine doktor. I samarbete med sin berömde lärare upptäckte han flimmerrörelsen 1835 och erhöll samma år, Franska vetenskapsakademiens stora pris för skriften Histiogenia comparata. Efter det han utgett flera viktiga arbeten kallades han 1836 till professor i fysiologi i Bern och kvarstod vid denna befattning ända till 1881, då han efter ett slaganfall tog avsked.